# NGC 986
NGC 986 је спирална галаксија у сазвежђу Пећ која се налази на NGC листи објеката дубоког неба.
Деклинација објекта је - 39° 2' 45" а ректасцензија 2h 33m 34,1s. Привидна величина (магнитуда) објекта NGC 986 износи 10,8 а фотографска магнитуда 11,6. Налази се на удаљености од 23,2000 милиона парсека од Сунца. NGC 986 је још познат и под ознакама ESO 299-7, MCG -7-6-15, AM 0231-391, IRAS 02315-3915, PGC 9747.